# ULK1
ULK1（unc-51 like autophagy activating kinase 1）は、ヒトではULK1遺伝子によってコードされる酵素である。オートファジーに関与するキナーゼであり、特にアミノ酸の除去に対して応答する。ヒトにはULK1とともにULK2と呼ばれるホモログが存在する。両者の比較研究は多くは行われていないが、いくつかの差異が存在することが記載されている。

## 機能
ULK1/2は哺乳類細胞におけるオートファジーに重要なタンパク質であり、酵母のAtg1と相同である。オートファゴソーム生合成の初期段階に必要な、ULK1複合体の一部を構成する。ULK1複合体には、他にFIP200（RB1CC）、HORMA（Hop/Rev7/Mad2）ドメイン含有タンパク質ATG13とATG101も含まれる。ULK1はオートファジーに最も必要不可欠であり、栄養素枯渇条件下においていくつかの上流シグナルによって活性化され、オートファジーの開始をもたらす。
ULK1には下流のリン酸化標的が多く存在し、膜の単離やオートファゴソームの誘導を補助する。活性化されたULK1はベクリン1のセリン14番を直接リン酸化してオートファージ促進性クラスIII PI3キナーゼであるVPS34複合体を活性化し、オートファジーの誘導と成熟を促進する、というモデルが提唱されている。
ULK1/2は、同化型の環境シグナル下で活性化されるmTORC1の活性によって負に調節される。対照的に、ULK1/2は飢餓シグナル下でAMPKの活性によって活性化される。

## 相互作用
mTORC1は、活性化時にはULK1とATG13の双方をリン酸化し、ULK1のキナーゼ活性を低下させることによりオートファジーを阻害する。飢餓条件下ではmTORC1は阻害されてULK1から解離するため、ULK1の活性化が可能となる。AMPKは、飢餓条件下で生じる細胞内のAMP濃度の上昇によって活性化され、ｍTORC1を不活性化し、そして直接ULK1を活性化する。AMPKはULK1のキナーゼドメインとC末端ドメインの間のリンカー領域の複数の部位を直接リン酸化する。
タンパク質毒性ストレス下では、ULK1はアダプタータンパク質p62をリン酸化し、p62のユビキチン結合親和性を増加させることが示されている。
ULK1はRaptor、ベクリン1、クラスIII PI3キナーゼ、GABARAP、GABARAPL2、SYNGAP1、SDCBPと相互作用することが示されている。

## 構造
ULK1は112 kDaのタンパク質である。ULK1はN末端にキナーゼドメイン、C末端にEAT（early autophagy targeting/tethering）ドメインが存在する。ドメイン間領域には、ULK1活性のそれぞれ負と正の調節因子である、mTORC1とAMPKによるリン酸化部位が位置する。EATドメインには3ヘリックスバンドルからなるMIT（microtubule-interacting and transport）ドメインが2つ並んでおり、ATG13と結合するほか、膜との相互作用も媒介している可能性がある。N末端のセリン/スレオニンキナーゼドメインには、正に帯電した大きな活性化ループが存在する。このループは高度に類似したULK1とULK2の間で最も保存性が低い領域であり、ULK1特異的な役割に寄与していることが示唆される。

## 翻訳後修飾
ULK1はAMPKによってセリン317番とセリン777番がリン酸化され、オートファジーが活性化される。一方、mTORはセリン757番に対して阻害的なリン酸化を行う。さらに、ULK1はスレオニン180番に対して自己リン酸化を行い、自身の活性化を促進する。
ウイルスはULK1を標的として、宿主のオートファジーを妨げているようである。コクサッキーウイルスB3型のプロテアーゼ3CはULK1をグルタミン524番の後で切断し、N末端のキナーゼドメインとC末端のEATドメインを分離する。

## 関連する疾患
ULK1のオートファジーにおける役割からは、がん、神経変性疾患、神経発達障害、クローン病など多くの疾患がオートファジーの調節不全に起因している可能性が示唆される。
オートファジーは細胞生存形質として作用するため、形成された腫瘍はエネルギーの枯渇や化学療法などの他のストレス下でも生存することが可能となる。そのため、オートファジーの阻害はがん治療に有益である可能性があり、ULK1を標的とした阻害剤が試みられている。

## 関連文献
- “ULK1 induces autophagy by phosphorylating Beclin-1 and activating VPS34 lipid kinase”. Nature Cell Biology 15 (7):  741–50. (July 2013). doi:10.1038/ncb2757. PMC 3885611. PMID 23685627.
- “Prediction of the coding sequences of unidentified human genes. XI. The complete sequences of 100 new cDNA clones from brain which code for large proteins in vitro”. DNA Research 5 (5):  277–86. (October 1998). doi:10.1093/dnares/5.5.277. PMID 9872452.
- “DNA cloning using in vitro site-specific recombination”. Genome Research 10 (11):  1788–95. (November 2000). doi:10.1101/gr.143000. PMC 310948. PMID 11076863.
- “Interaction of the Unc-51-like kinase and microtubule-associated protein light chain 3 related proteins in the brain: possible role of vesicular transport in axonal elongation”. Brain Research. Molecular Brain Research 85 (1-2):  1–12. (December 2000). doi:10.1016/S0169-328X(00)00218-7. PMID 11146101.
- “Role of Unc51.1 and its binding partners in CNS axon outgrowth”. Genes & Development 18 (5):  541–58. (March 2004). doi:10.1101/gad.1151204. PMC 374236. PMID 15014045.
- “Starvation and ULK1-dependent cycling of mammalian Atg9 between the TGN and endosomes”. Journal of Cell Science 119 (Pt 18):  3888–900. (September 2006). doi:10.1242/jcs.03172. PMID 16940348.
- “Global, in vivo, and site-specific phosphorylation dynamics in signaling networks”. Cell 127 (3):  635–48. (November 2006). doi:10.1016/j.cell.2006.09.026. PMID 17081983.
- “Proteomics analysis of protein kinases by target class-selective prefractionation and tandem mass spectrometry”. Molecular & Cellular Proteomics 6 (3):  537–47. (March 2007). doi:10.1074/mcp.T600062-MCP200. PMID 17192257.
- “Large-scale mapping of human protein-protein interactions by mass spectrometry”. Molecular Systems Biology 3 (1):  89. (2007). doi:10.1038/msb4100134. PMC 1847948. PMID 17353931.
- “siRNA screening of the kinome identifies ULK1 as a multidomain modulator of autophagy”. The Journal of Biological Chemistry 282 (35):  25464–74. (August 2007). doi:10.1074/jbc.M703663200. PMID 17595159.